# Malice in Wonderland (album de Malice in Wonderland)
 (mars 2010).
Si vous disposez d'ouvrages ou d'articles de référence ou si vous connaissez des sites web de qualité traitant du thème abordé ici, merci de compléter l'article en donnant les références utiles à sa vérifiabilité et en les liant à la section « Notes et références ».
Pour les articles homonymes, voir Malice in Wonderland.
Malice in Wonderland est le premier album homonyme du groupe de rock Malice in Wonderland.

## Pistes de l'album
1. Lucifer's Town - 4:33
2. Devil Dance - 4:04
3. My Heart (Belongs to You) - 6:03
4. Perfect Drug - 4:43
5. In the End - 3:09
6. Heartache Boulevard - 4:42
7. Red Rose Suicide - 5:39
8. Dancing with You - 3:59
9. Nightclub, Sin & Decadence - 4:57
10. I Love to Sin - 8:44